# Famille von Berg
 (janvier 2021).
La famille von Berg est une famille de l'ancienne noblesse allemande de la Baltique dont un ancêtre est mentionné au XIVe siècle, Nikolaus de Monte, seigneur de Kirrifer du comté de Harrien de 1371 à 1405.

## Historique

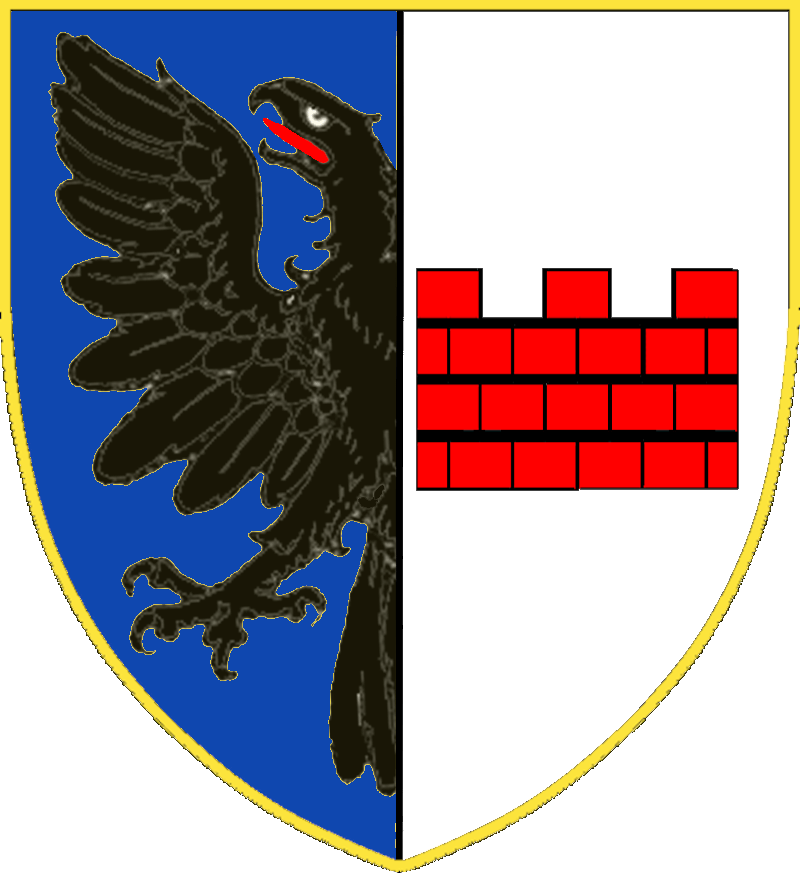
Armoiries de la famille de la noblesse suédoise Berch

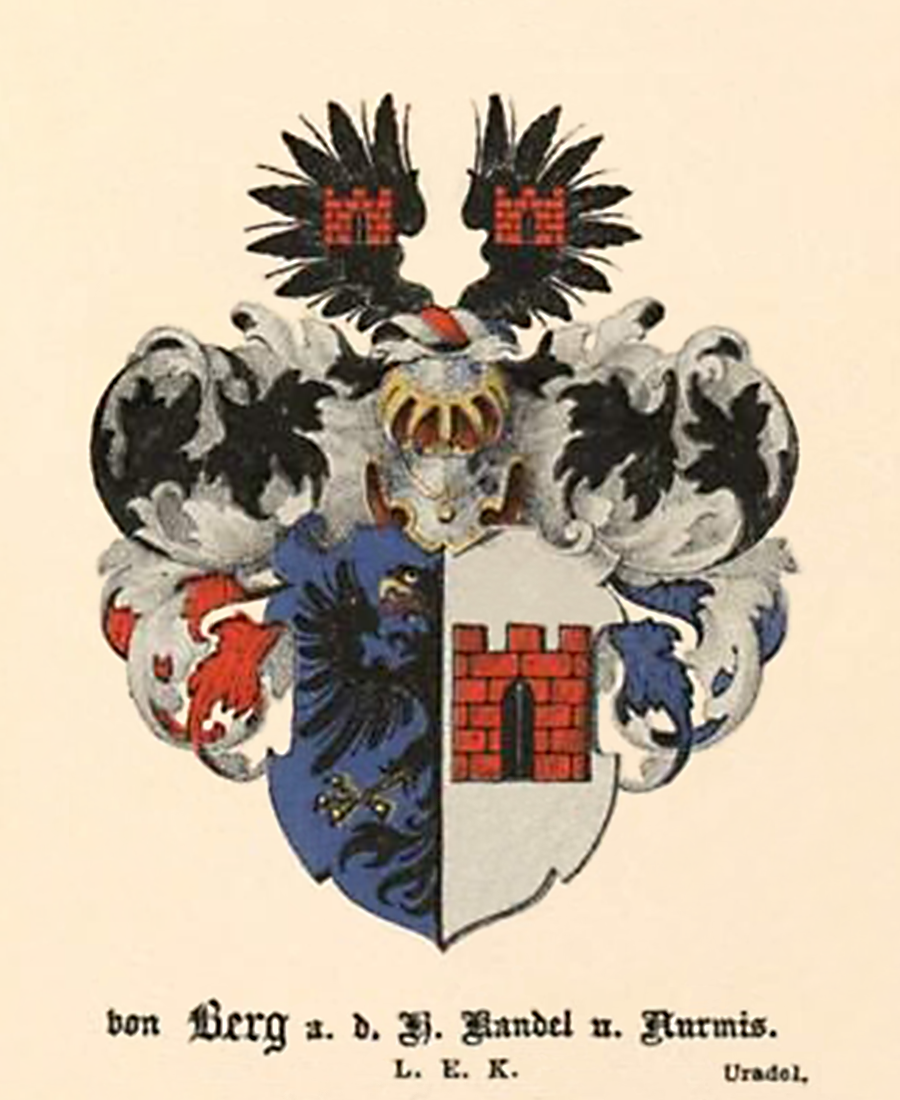
Armoiries de la famille von Berg (branche de Kandel)

Un descendant, Casper Johann Berg (1688-1761), capitaine de la Garde du Corps de l'armée royale de Suède est confirmé à la chambre de la noblesse de Suède en 1723 (numéro 1774). Les Berg sont ensuite immatriculés dans les quatre assemblées de la noblesse des provinces baltes de l'Empire russe : en 1741 à celle de l'île d'Ösel; en 1745 à celle du gouvernement d'Estland; en 1747 à celle du gouvernement de Livonie et en 1841 à celle du gouvernement de Courlande.
Une branche se fait naturaliser en 1799 à la noblesse de Suède sous le nom de Berch, avec le maréchal de la Cour Georg Philipp Berg (1769-1817) et introduire dans la noblesse de Suède en 1813 (numéro 1774).
En Estland (partie de l'Estonie actuelle), la famille est partagée en plusieurs branches d'après le nom de leurs domaines: les Berg de Carmel, les Berg de Kattentack et les Berg de Kandel.
Parmi les domaines ayant appartenu à cette famille qui sera expropriée en 1919 par la loi de nationalisation des biens de la noblesse allemande, l'on peut citer: Engdes, Fall, Hackeweid, Jewe, Ruil, Saggad, Sagnitz, Warrang et Wayküll.

## Personnalités

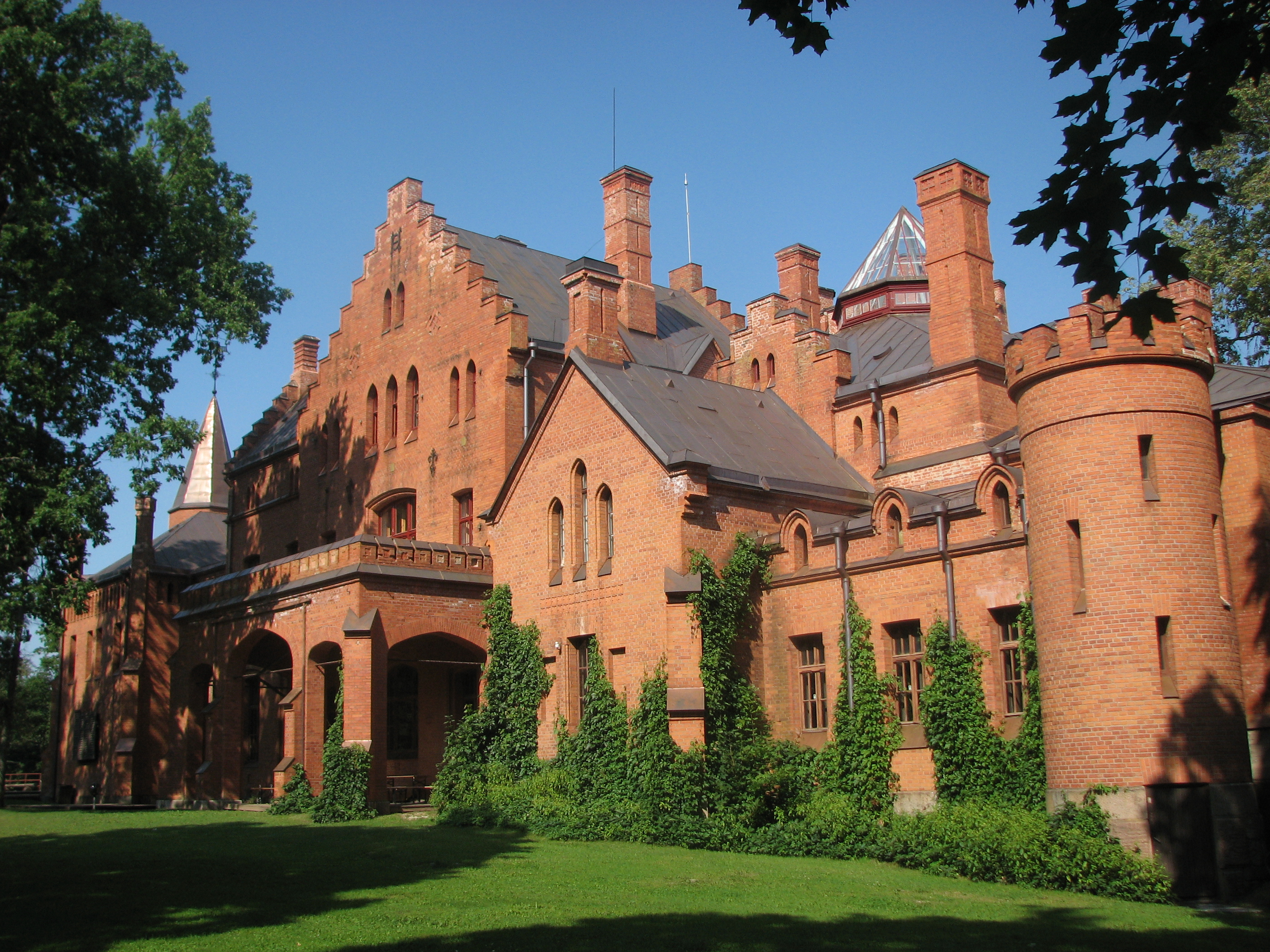
Vue du château de Sagnitz

- Bernhard Magnus von Berg (1764-1838), général de l'Armée impériale russe
- Gregor von Berg (1765-1833), général de l'Armée impériale russe, frère du précédent
- Friedrich Wilhelm von Berg (1790-1874), gouverneur du grand-duché de Finlande
- Nadejda von Berg (1833-1909), épouse du général Friedrich Otto von Oldenburg, mère de Sergueï Oldenburg